# Los Mendrugos
Los Mendrugos es una serie de historietas de Juan Álvarez, Víctor Eme y Jorge G., publicada desde 1990 hasta el 2003 por el semanario "El Jueves".

## Trayectoria editorial
Los Mendrugos retoma la previa M.M., el Loco del Claustro que Juan Álvarez y Víctor Eme habían creado para la revista "Campus" de la Universidad de Murcia.
Periódicamente, la editorial la fue recopilando en forma de álbumes monográficos:
- 1993 Los Mendrugos, I (Col. Pendones del Humor #90)
- 1995 Los Mendrugos, II (Col. Pendones del Humor #115)[4]

En el 2003 fue sustituida por Lucía, gabinete de sexología, de los mismos autores.

## Argumento
Los Mendrugos narra las peripecias de cuatro estudiantes de Derecho en la Universidad de Murcia: M.M, Adolfo, Tete y El Gordo.
Aparecen también una serie de personajes secundarios, como el Padre Palomo, Newton, etc.